# Llibreria Saltamartí
La llibreria Saltamartí és una establiment de venda de llibres al carrer del Canonge Baranera, núm. 78, al barri del Centre de Badalona.
Va ser fundada el 2004 per Sílvia Muntané, gracienca i antiga treballadora de suport tècnic d'una empresa informàtica, i Gerard Remendo, procedent del sector químic i antic regidor de l'Ajuntament de Badalona. A causa de motius laborals Remendo va decidir muntar el negoci i Muntané s'hi va unir com a sòcia, amb l'objectiu de no ser sols un lloc on vendre llibres sinó un espai on oferir cultura i que donés cabuda i acompanyar als actes culturals de la ciutat. La inauguració es va fer a l'antiga impremta Novell amb gran èxit de convocatòria, va comptar amb la presència de l'alcaldessa Maite Arqué i del regidor de cultura, Josep Duran. És destacable que el seu primer Sant Jordi van exhaurir tots els llibres que tenien, curiosament a causa de no haver calibrat prou l'abast de la diada. El 2009 va celebrar el seu cinquè aniversari envoltat d'amics i escriptors com Sílvia Soler. Al llarg dels anys ha realitzat nombroses activitats culturals, presentacions de llibres, lectures poètiques, cicles de concerts, activitats infantils, moltes d'elles relacionades amb la cultura badalonina. Amb el temps s'han anat adaptant als nous temps, i actualment al seu web també disposen de llibres en suport digital.